# The Other Guys
The Other Guys är en komedifilm från 2010 som är regisserad av Adam McKay. Will Ferrell och Mark Wahlberg har huvudrollerna i filmen, men även Dwayne Johnson, Samuel L. Jackson, Michael Keaton, Eva Mendes, Steve Coogan och Ray Stevenson medverkar. Filmen hade premiär i USA den 6 augusti 2010, och i Sverige den 8 oktober 2010. Det är den fjärde filmen som Ferrell och McKay samarbetar i, efter filmerna Anchorman (2004), Talladega Nights (2006) och Step Brothers (2008).

## Rollista
- Will Ferrell som Detektiv Allen Gamble
- Mark Wahlberg som Detektiv Terry Hoitz
- Eva Mendes som Dr. Sheila Ramos Gamble
- Dwayne Johnson som Detektiv Christopher Danson
- Samuel L. Jackson som Detektiv PK Highsmith
- Michael Keaton som Kapten Gene Mauch
- Steve Coogan som Sir David Ershon
- Ray Stevenson som Roger Wesley
- Rob Riggle som Detektiv Evan Martin
- Damon Wayans Jr. som Detektiv Fosse
- Michael Delaney som Bob Littleford
- Zach Woods som Douglas
- Lindsay Sloane som Francine
- Rob Huebel som Officer Watts
- Bobby Cannavale som Jimmy
- Andrew Buckley som Don Beaman
- Adam McKay som Dirty Mike
- Oliver Wood som Captain Salty
- Brooke Shields som sig själv)
- Rosie Perez som sig själv
- Derek Jeter som sig själv och som Bum i Nathan's
- Tracy Morgan som sig själv
- Ice-T som berättare
- Anne Heche som Pamela Boardman
- Chris Gethard som Clerk

## Handling
Polisdetektiverna Danson (Dwayne Johnson) och Highsmith (Samuel L. Jackson) jagar en grupp brottslingar i en Cadillac. Efter en kort eldstrid som resulterar i att huven på Highsmith's bil blir blåst in i vindrutan, kraschar de två av misstag in i sidan på en dubbeldäckad buss. Danson kör den på jakt efter brottslingarna och avfyrar skickligt slangbellor som motar bilen ut på andra sidan av bussen (med Highsmith skjutandes hela tiden) och poliserna kraschar slutligen in i Trump Tower, oförklarligt överlevandes. Brottslingarna lyckas för en stund komma undan, tills polisens backup snabbt dyker upp och arresterar dem.
Detektiv Allen Gamble (Will Ferrell) är en kriminalteknisk revisor som är mer intresserad av pappersarbete än att arbeta på gatorna, men som även dyrkar kollegorna Danson och Highsmith. Detektiv Terry Hoitz (Mark Wahlberg) har fastnat med Allen som partner de senaste sju åren. Detta ända sedan han råkade skjuta baseballstjärnan Derek Jeter under World Series. Allen och Hoitz får ingen respekt från de andra officerarna, som lurar Allen att avlossa sin pistol på kontoret. Allen får därefter byta ut sin tjänstepistol mot en pistol av trä som straff. Under en tjuvjakt efter en grupp professionella bankrånare, dör Danson och Highsmith när de hoppar från en 20-våningsbyggnad och landar på trottoaren, oförklarligt överens om att sikta på några buskar som inte finns i närheten.